# Hoplophorella claviger
Hoplophorella claviger är en kvalsterart som först beskrevs av Wojciech Niedbała 1993.  Hoplophorella claviger ingår i släktet Hoplophorella och familjen Phthiracaridae. Inga underarter finns listade i Catalogue of Life.